# All Inclusive, ili Vsjo vkljutjeno!
All Inclusive, ili Vsjo vkljutjeno! (russisk: All inclusive, или Всё включено!) er en russisk spillefilm fra 2011 af Eduard Radzjukevitj.

## Medvirkende
- Mikhail Bespalov — Andrej
- Marina Aleksandrova — Anna
- Nonna Grisjajeva — Evelina
- Roman Madjanov — Eduard Petrovitj Budko
- Fjodor Dobronravov — Pjotr